# ایوون دو گل
ایوون دو گل (La fondation Anne-de-Gaulle; زاده ۲۲ مهٔ ۱۹۰۰ – درگذشته ۸ نوامبر ۱۹۷۹) سیاست‌مدار اهل فرانسه بود. وی همسر شارل دو گل رئیس جمهور سابق فرانسه بود.
ایوون دو گل در ۸ نوامبر ۱۹۷۹، در سن ۷۹ سالگی درگذشت.